# Tosa Mitsuoki
Tosa Mitsuoki (土佐 光起), noms de prêtre : Shunkaken et Jōshō, nom de pinceau : Jōshō, né le 21 novembre 1617 – décédé le 14 novembre 1691, est un peintre japonais animalier et de fleurs.

## Biographie
Fils et élève de Tosa Mitsunori (1584-1638) et revenu jeune à Kyōto avec son père, il redonne une certaine prospérité à l'école Tosa, au début de l'époque Edo. En 1654, il reçoit le titre de chef de l'e-dokoro (Bureau de peinture) impérial que ses héritiers conservent jusqu'au XIXe siècle tout en perpétuant la tradition familiale. Cependant, en dehors de cette filiation officielle, la technique et l'esthétique de la peinture japonaise classique pénètrent chez les peintres profanes qui travaillent à l'écart de la cour et décorent des paravents, des éventails ou des rouleaux enluminés. Libérés du frein de l'école classique, ils s'abandonnent à une stylisation et à une simplification, imposées souvent par la rapidité du travail ou par l'économie des matériaux employés, d'où ils obtiennent parfois des effets décoratifs inattendus.

## Style et technique
Mitsuoki est connu pour ses représentations délicates de fleurs et d'oiseaux où les caractéristiques du yamato-e se mêlent à celles de certains peintres chinois des Song du Sud, dans un style minutieux et méticuleux, aux tons délicats et subtils. Il excelle dans les peintures de cailles, mais fait aussi de nombreux rouleaux narratifs et de grands paravents; ses rouleaux les plus connus sont le Tenjin Engi (légende de Tenjin) au sanctuaire Kitano de Kyōto et le Odera Enji (Histoire du temple 'dera) du sanctuaire Aguchi d'Osaka.
- Illustration du Genji Monogatari (ch.42–Nioumiya), Collection M. et J. Burke, New York[3]

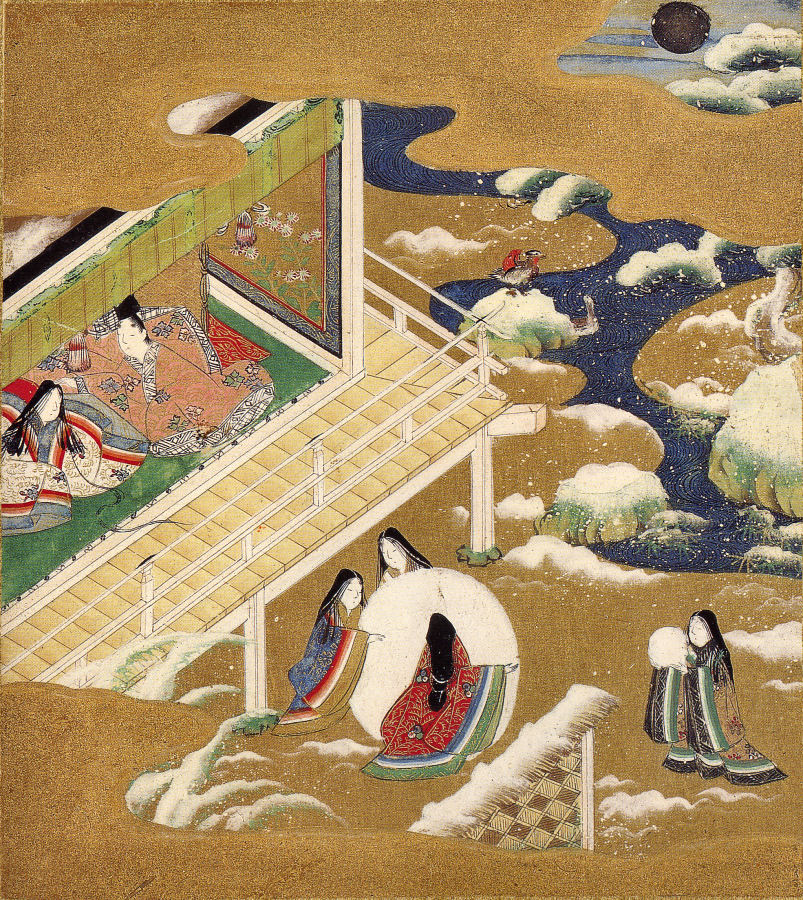
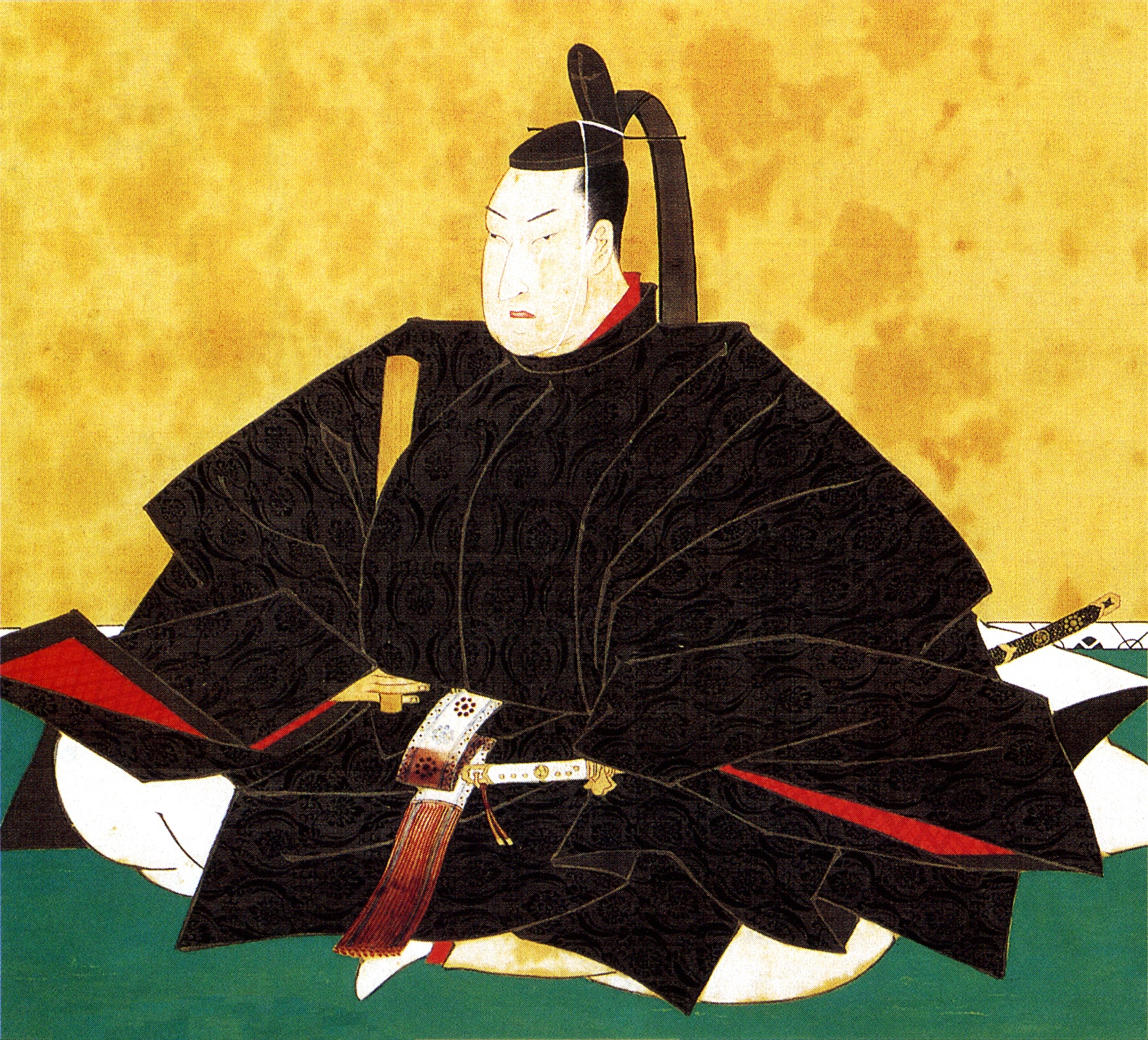
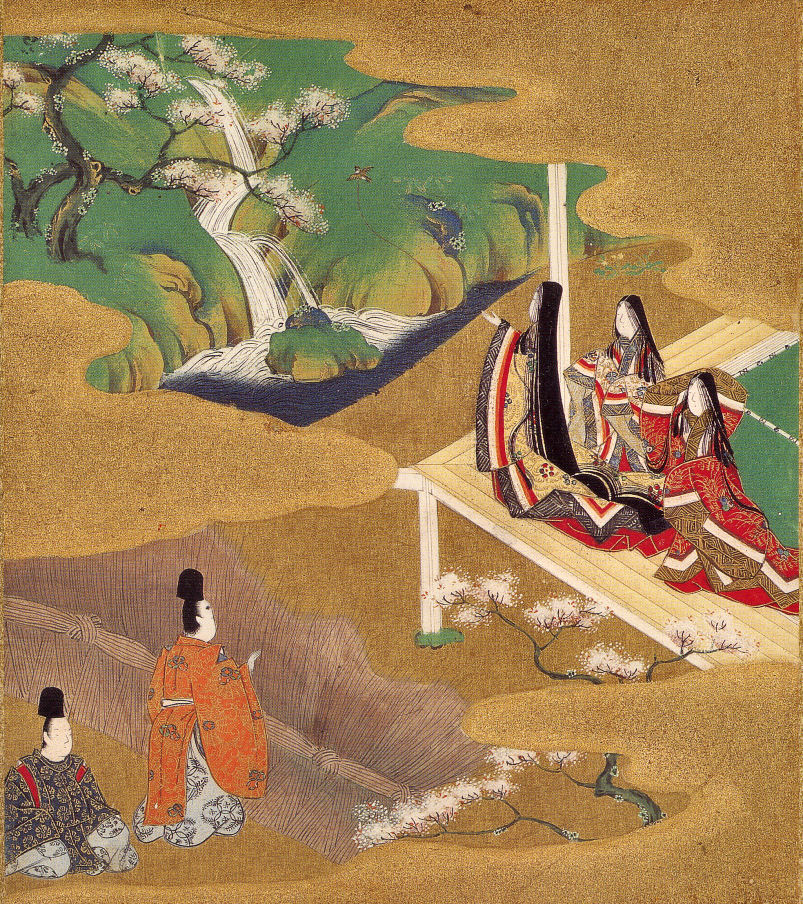